# Чемпионат Шотландии по футболу среди женщин
Шотландская женская Премьер-лига (англ. Scottish Women's Premier League, SWPL) — профессиональная футбольная лига для женских футбольных клубов Шотландии. Является высшим дивизионом в системе женских футбольных лиг Шотландии. Лига состоит из двух дивизионов: SWPL 1 и SWPL 2, включающий по 8 и 10 команд, соответственно, и управляется Женским футболом Шотландии (SWF). Возникла как дивизион Шотландской женской футбольной лиги (SWFL), а затем была образована в самостоятельную лигу. Первоначально являла собой один дивизион с 12 клубами-участниками; в нынешним формате проводиться с 2015 года после создания SWPL 2.

## История
В 1999 году была образована Шотландская женская футбольная лига (SWFL). В 2002 году её высший дивизион был выделен из состава и образован в Шотландскую женскую Премьер-лигу (SWPL) с целью внедрения более профессионального отношения и повышения интереса средств массовой информации. Двенадцатью клубами-основателями SWPL стали следующие команды: «Эйр Юнайтед», «Кав Рейнджерс», «Данди», «Джулианос», «Глазго Сити», «Гамильтон Академикал», «Хиберниан», «Инвер-Росс», ФК «Килмарнок», «Лоссимаут», «Рэйт Роверс» и «Шеттлстон».
Начиная с 2018 года спонсором лиги является Строительное общество Шотландии.

## Формат соревнования
До 2011 года команды играли друг с другом дважды.
Начиная с сезона 2012 года, 12 команд лиги играют друг с другом один раз, после чего лига делится на 6 лучших и 6 худших в зависимости от позиций в лиге на данном этапе. Шесть лучших затем играют друг с другом дома и на выезде за титул чемпиона Премьер-лиги, в то время как шесть последних играют друг с другом дома и на выезде, чтобы избежать понижения. По окончании сезона команды, занявшие 11-е и 12-е места, выбывают в Шотландский женский Первый дивизион.
В 2016 году был введён новый формат. Лига была разделена на два уровня по восемь команд в каждом: SWPL 1 и SWPL 2. Команды играют друг с другом трижды, при этом команда, занявшая последнее место, выбывает в SWPL 2 по окончании сезона. SWPL 2 использует тот же формат с повышением одной команды до SWPL 1, а команды занявшие 2 последних места, выбывают в дивизионы SWFL 1 — Юг и Север.

## Клубы-участники в сезоне 2020/21

### SWPL 1
8 клубов, принимающих участие в SWPL 1 в сезоне 2020/21:
| Клуб              | Город        | Стадион                                     | Вместимость | Сезон 2019/20 |
| ----------------- | ------------ | ------------------------------------------- | ----------- | ------------- |
| Глазго Сити       | Глазго       | «Петершилл Парк»                            | 1000        | 1-е           |
| Мотеруэлл         | Мотеруэлл    | Региональный спортивный центр «Равенскрейг» | 1000        | 6-е           |
| Рейнджерс         | Глазго       | Тренировочный центр Рейнджерс, Гован        | 500         | 4-е           |
| Селтик            | Ист-Килбрайд | Тренировочная академия К-Парк               | 1000        | 3-е           |
| Спартанс          | Эдинбург     | «Эйнсли Парк»                               | 3000        | 5-е           |
| Форфар Фармингтон | Форфар       | «Стейшн Парк»                               | 6777        | 7-е           |
| Харт оф Мидлотиан | Эдинбург     | «Ориам»                                     | 1000        | 1-е, SWPL 2   |
| Хиберниан         | Эдинбург     | «Эйнсли Парк»                               | 3000        | 2-е           |

### SWPL 2
10 клубов, принимающих участие в SWPL 2 в сезоне 2020/21:
| Клуб                     | Город     | Стадион                          | Вместимость | Сезон 2019/20     |
| ------------------------ | --------- | -------------------------------- | ----------- | ----------------- |
| Абердин                  | Абердин   | Спортивная деревня Абердина      | 1000        | 1-е, SWFL 1 Север |
| Боромьюр Тисл            | Эдинбург  | Спортивный комплекс «Меггетленд» | 1000        | 5-е, SWFL 1 Юг    |
| Гамильтон Академикал     | Гамильтон | «Хуоп Стэдиум»                   | 6018        | 2-е               |
| Глазго                   | Глазго    | «Петершилл Парк»                 | 1000        | 6-е               |
| Данди Юнайтед            | Данди     | «Дж. Эй. Инжиниринг Арена»       | 1000        | 3-е               |
| Квинс Парк               | Глазго    | «Лессер Хэмпден»                 | 1000        | 4-е, SWFL 1 Юг    |
| Килмарнок                | Килмарнок | «Регби Парк»                     | 17 889      | 4-е               |
| Патрик Тисл              | Глазго    | «Петершилл Парк»                 | 1000        | 5-е               |
| Сент-Джонстон            | Перт      | «Макдермид Парк»                 | 10 696      | 7-е               |
| Стерлингский университет | Стерлинг  | «Лессер Хэмпден»                 | 1000        | 8-е, SWFL 1       |

## Чемпионы
В 2009 году лига перешла с формата осень-весна на летний формат розыгрыша. В результате сезон 2009 года был сокращен, чтобы соответствовать сезону 2008/09 гг. Формат розыгрыша менялся несколько раз. Формат с двумя группами после первой половины сезона, который использовался с 2012 года, был упразднён в 2016 году с появлением SWPL 1. Из-за распространения COVID-19 в Великобритании сезон 2020 года был отменён, а лига вернулась к зимнему формату начиная с 2020/21.
| Сезон   | Победитель              | 2-е место               |
| ------- | ----------------------- | ----------------------- |
| 2002/03 | Килмарнок               | Хиберниан               |
| 2003/04 | Хиберниан               | Глазго Сити             |
| 2004/05 | Глазго Сити             | Хиберниан               |
| 2005/06 | Хиберниан               | Глазго Сити             |
| 2006/07 | Хиберниан               | Глазго Сити             |
| 2007/08 | Глазго Сити             | Хиберниан               |
| 2008/09 | Глазго Сити             | Спартанс                |
| 2009    | Глазго Сити             | Селтик                  |
| 2010    | Глазго Сити             | Селтик                  |
| 2011    | Глазго Сити             | Спартанс                |
| 2012    | Глазго Сити             | Форфар Фармингтон       |
| 2013    | Глазго Сити             | Хиберниан               |
| 2014    | Глазго Сити             | Рейнджерс               |
| 2015    | Глазго Сити             | Хиберниан               |
| 2016    | Глазго Сити             | Хиберниан               |
| 2017    | Глазго Сити             | Хиберниан               |
| 2018    | Глазго Сити             | Хиберниан               |
| 2019    | Глазго Сити             | Хиберниан               |
| 2020    | Отменён и не проводился | Отменён и не проводился |
| 2020/21 | Глазго Сити             | Селтик                  |
| 2021/22 | Рейнджерс               | Глазго Сити             |
| 2022/23 | Глазго Сити             | Селтик                  |
| 2023/24 | Селтик                  | Рейнджерс               |

### По клубам
| Команда           | Побед | 2-е место |
| ----------------- | ----- | --------- |
| Глазго Сити       | 16    | 3         |
| Хиберниан         | 3     | 9         |
| Килмарнок         | 1     | 0         |
| Селтик            | 1     | 4         |
| Рейнджерс         | 1     | 2         |
| Спартанс          | 0     | 2         |
| Форфар Фармингтон | 0     | 1         |